# Кхиэйомиа, Джо
Джо Ли Кхиэйомиа (англ. Joe Lee Kieyoomia; 21 ноября 1919, Фармингтон — 17 февраля 1997, там же) — американский солдат, участвовавший во Второй мировой войне и попавший к японцам в плен. Он пережил Батаанский марш смерти и атомную бомбардировку Нагасаки: в плену японцы его жестоко пытали, пытаясь узнать код шифровальщиков навахо, а от гибели в Нагасаки его спасли только толстые стены тюрьмы, в которой он был заточён.

## Биография
По происхождению Джо Кхиэйомиа — индеец навахо, но у него были также и японские корни. В армию США Кхиэйомиа был призван ещё до вступления Соединённых Штатов во Вторую мировую войну. Проходил службу в 200-м полку береговой артиллерии в Нью-Мексико. В 1942 году участвовал в битве за Филиппины, в которой американские войска были разгромлены, и попал в плен. Джо вместе с 60 тысячами филиппинцев и 15 тысячами американцев попал в плен к японцам.
В течение 43 месяцев Джо находился в тюрьме, где японцы обращались с ним особенно жестоко: во-первых, он был частично японцем по происхождению, поэтому расценивался японцами как предатель; во-вторых, он  навахо, а следовательно, мог знать ключ к разгадке использовавшегося радистами-шифровальщиками США кода. Но Джо не понимал сути передаваемых сообщений, поскольку не знал о существовании подобного кода. Хотя он переводил японцам отдельные слова, он не мог объяснить, в каком контексте каждое слово может использоваться. Японцы решили, что Кхиэйомиа скрывает правду, и стали подвергать его пыткам: очень часто его раздевали догола и заставляли стоять в снегу, пока тот не начинал говорить. По возвращении пленного в камеру японская охрана начинала толкать Джо, который падал и не был в силах подняться из-за отморожения ступней. Из-за пыток у него стёрлась кожа на пятках, один раз Кхиэйомиа чуть не потерял правую ногу. Иногда он плавал на так называемых «кораблях ада», где перевозили американских военнопленных.
9 августа 1945 на Нагасаки была сброшена атомная бомба: несмотря на то что она упала в долину, ударной волной город был полностью разрушен, и около 50 тысяч человек погибли. Кхиэйомиа выжил только благодаря толстым стенам тюрьмы, которые устояли. В течение трёх дней его никто не мог найти: наконец, в атмосфере всеобщего хаоса японский офицер нашёл пленного американского солдата и отпустил его на свободу.
За свою службу Джо Кхиэйомиа был награждён 12 медалями, в том числе медалью «Пурпурное сердце».